# Francesco Buonvisi
Francesco Buonvisi o Bonvisi (Lucca, 16 maggio 1626 – Lucca, 25 agosto 1700) è stato un cardinale e arcivescovo cattolico italiano.
Proveniente da una famiglia nobile di Lucca, era figlio di Vincenzo Buonvisi e di Maria Gabrielli.

## Biografia
Si addottorò in utroque iure all'Università La Sapienza di Roma, dove poi operò presso diversi tribunali e uffici della Curia Romana.
Arcivescovo titolare di Tessalonica dal 1670, venne nominato nunzio apostolico in Polonia e poi in Austria.
Papa Innocenzo XI lo elevò al rango di cardinale presbitero nel concistoro del 1º settembre 1681, ma ricevette il titolo cardinalizio di Santo Stefano al Monte Celio solo otto anni dopo.
Il 27 settembre 1690 venne trasferito alla sede di Lucca, che resse con il titolo di arcivescovo.
Morì il 25 agosto 1700 all'età di 74 anni e la sua salma venne tumulata nella cappella di famiglia, nella Basilica di San Frediano a Lucca.

## Conclavi
Durante il suo cardinalato ebbero luogo due conclavi: al primo, quello del 1689, che elesse papa Alessandro VIII, non prese parte, mentre partecipò al secondo, quello del 1691, che elesse papa Innocenzo XII.

## Genealogia episcopale e successione apostolica
La genealogia episcopale è:
- Cardinale Tolomeo Gallio
- Vescovo Cesare Speciano
- Patriarca Andrés Pacheco
- Cardinale Agostino Spinola
- Cardinale Giulio Cesare Sacchetti
- Cardinale Ciriaco Rocci
- Cardinale Carlo Carafa della Spina, C.R.
- Cardinale Francesco Buonvisi

La successione apostolica è:
- Vescovo Hyacinthus Dimitri, O.P. (1681)
- Vescovo Emerich Sinelli, O.F.M.Cap. (1681)
- Vescovo Ernest von Trautson (1685)